# Івайло Трайков
Івайло Трайков (нар. 17 грудня 1978) — колишній болгарський тенісист.
Найвищу одиночну позицію світового рейтингу — 211 місце досяг 8 вересня 2003, парну — 612 місце — 2 грудня 2002 року.
Здобув 1 одиночний титул.
Завершив кар'єру 2010 року.

## Рейтинг на кінець року
| Рік              | 1995 | 1996 | 1997 | 1998 | 1999 | 2000 | 2001 | 2002 | 2003 | 2004 | 2005 | 2006 | 2007 | 2008 | 2009 | 2010 | 2011 |
| Одиночний розряд | 1048 | 1170 | 777  | 350  | 320  | 269  | 373  | 281  | 238  | 755  | 1046 | 441  | 504  | 427  | 690  | 1063 | -    |
| Парний розряд    | 787  | 930  | 851  | 683  | 653  | -    | 1051 | 620  | 1586 | 1140 | 1683 | -    | -    | 1456 | 967  | 728  | 1414 |

## Фінали челленджерів і ф'ючерсів

### Одиночний розряд: 23 (13–10)
| Легенда (одиночний розряд) |
| -------------------------- |
| Тур ATP Челленджер (1–1)   |
| ITF Ф'ючерс (12–9)         |

| Титули за покриттям |
| ------------------- |
| Тверде (1–1)        |
| Ґрунт (11–8)        |
| Трава (0–0)         |
| Килим (1–1)         |

| Результат | В-П   | Дата     | Турнір                           | Рівень     | Покриття  | Суперник            | Рахунок                 |
| --------- | ----- | -------- | -------------------------------- | ---------- | --------- | ------------------- | ----------------------- |
| Перемога  | 1–0   | Лют 1998 | Австрія F2, Берггайм             | Ф'ючерс    | Килим (i) | Жюльєн Бутте        | 6–3, 6–2                |
| Поразка   | 1–1   | Лют 1998 | Австрія F3, Мондзее              | Ф'ючерс    | Килим (i) | Радек Штепанек      | 4–6, 6–7                |
| Поразка   | 1–2   | Сер 1998 | Югославія F5, Суботиця           | Ф'ючерс    | Ґрунт     | Хав'єр Перес-Васкес | 4–6, 1–6                |
| Перемога  | 2–2   | Сер 1998 | Югославія F6, Ниш                | Ф'ючерс    | Ґрунт     | Матей Пампулов      | 6–2, 6–3                |
| Перемога  | 3–2   | Сер 1998 | Югославія F7, Никшич             | Ф'ючерс    | Ґрунт     | Хав'єр Перес-Васкес | 6–3, 6–2                |
| Поразка   | 3–3   | Лют 1999 | Хорватія F1, Загреб              | Ф'ючерс    | Тверде    | Іван Любичич        | 3–6, 7–6, 2–6           |
| Перемога  | 4–3   | Вер 1999 | Софія, Болгарія                  | Челленджер | Ґрунт     | Давід Мікета        | 7–5, 6–2                |
| Перемога  | 5–3   | Лип 2002 | Туреччина F2, Стамбул            | Ф'ючерс    | Тверде    | Жерон Массон        | 6–3, 6–4                |
| Перемога  | 6–3   | Чер 2003 | Сербія та Чорногорія F1, Панчево | Ф'ючерс    | Ґрунт     | Александер Слович   | 7–6(7–4), 6–3           |
| Поразка   | 6–4   | Чер 2003 | Сербія та Чорногорія F2, Белград | Ф'ючерс    | Ґрунт     | Філліп Мюллнер      | 6–3, 6–7(2–7), 6–7(5–7) |
| Поразка   | 6–5   | Лип 2003 | Будайорш, Угорщина               | Челленджер | Ґрунт     | Томаш Бердих        | 2–6, 3–6                |
| Перемога  | 7–5   | Чер 2006 | Республіка Македонія F2, Скоп'є  | Ф'ючерс    | Ґрунт     | Ілія Кушев          | 7–6(7–4), 6–7(3–7), 7–5 |
| Перемога  | 8–5   | Чер 2006 | Сербія та Чорногорія F1, Белград | Ф'ючерс    | Ґрунт     | Йордан Канев        | 6–4, 4–6, 6–1           |
| Поразка   | 8–6   | Сер 2006 | Болгарія F1, Пловдив             | Ф'ючерс    | Ґрунт     | Тодор Енев          | 2–6, 5–7                |
| Поразка   | 8–7   | Тра 2007 | Болгарія F2, Русе                | Ф'ючерс    | Ґрунт     | Іван Сергєєв        | 6–3, 2–6, 2–6           |
| Поразка   | 8–8   | Чер 2007 | Республіка Македонія F1, Скоп'є  | Ф'ючерс    | Ґрунт     | Предраг Русевський  | 3–6, 4–6                |
| Поразка   | 8–9   | Чер 2007 | Республіка Македонія F2, Скоп'є  | Ф'ючерс    | Ґрунт     | Предраг Русевський  | 3–6, 2–6                |
| Перемога  | 9–9   | Вер 2007 | Болгарія F7, Софія               | Ф'ючерс    | Ґрунт     | Давид Савич         | 6–2, 7–5                |
| Перемога  | 10–9  | Тра 2008 | Болгарія F1, Софія               | Ф'ючерс    | Ґрунт     | Симеон Іванов       | 6–1, 6–2                |
| Перемога  | 11–9  | Сер 2008 | Болгарія F6, Бургас              | Ф'ючерс    | Ґрунт     | Федеріко Торрезі    | 3–0 ret.                |
| Перемога  | 12–9  | Вер 2008 | Болгарія F7, Сливен              | Ф'ючерс    | Ґрунт     | Педро Клар          | 6–1, 3–6, 7–5           |
| Поразка   | 12–10 | Вер 2008 | Болгарія F8, Стара Загора        | Ф'ючерс    | Ґрунт     | Тихомир Грозданов   | 5–7, 0–1 ret.           |
| Перемога  | 13–10 | Тра 2009 | Болгарія F1, Санданський         | Ф'ючерс    | Ґрунт     | Тихомир Грозданов   | 2–6, 6–4, 6–3           |

### Парний розряд: 5 (3–2)
| Легенда (парний розряд)  |
| ------------------------ |
| Тур ATP Челленджер (0–0) |
| ITF Ф'ючерс (3–2)        |

| Титули за покриттям |
| ------------------- |
| Тверде (0–0)        |
| Ґрунт (2–1)         |
| Трава (0–0)         |
| Килим (1–1)         |

| Результат | В-П | Дата     | Турнір                     | Рівень  | Покриття  | Партнер           | Суперники                              | Рахунок            |
| --------- | --- | -------- | -------------------------- | ------- | --------- | ----------------- | -------------------------------------- | ------------------ |
| Поразка   | 0–1 | Лют 1998 | Австрія F3, Мондзее        | Ф'ючерс | Килим (i) | Милен Велев       | Петр Пала Борут Урх                    | 4–6, 6–7           |
| Перемога  | 1–1 | Лип 1999 | Греція F4, Александруполіс | Ф'ючерс | Килим     | Милен Велев       | Фернандо Гонсалес Айсам-уль-Хак Куреші | 7–6(7–2), 7–6(7–4) |
| Перемога  | 2–1 | Бер 2010 | Туреччина F3, Анталія      | Ф'ючерс | Ґрунт     | Тихомир Грозданов | Колін Ебелтіт Джаррид Маер             | 3–6, 6–4, [10–3]   |
| Поразка   | 2–2 | Тра 2010 | Болгарія F2, Варна         | Ф'ючерс | Ґрунт     | Тихомир Грозданов | Александер Карпен Адр'ян Кручат        | 4–6, 4–6           |
| Перемога  | 3–2 | Тра 2010 | Болгарія F3, Пловдив       | Ф'ючерс | Ґрунт     | Тихомир Грозданов | Іван Аніканов Роман Тудоряну           | 6–4, 6–3           |

## Кубок Девіса
1997 року Івайло Трайков дебютував за збірну Болгарії в Кубку Девіса. Він виграв 8 і програв 8 матчів в одиночному розряді, виграв 8 і програв 6 - у парному (загалом 16–14).

### Одиночний розряд (8–8)
| Розіграш                         | Раунд | Дата           | Покриття  | Суперник         | W/L | Результат                               |
| -------------------------------- | ----- | -------------- | --------- | ---------------- | --- | --------------------------------------- |
| Група II зони Європа/Африка 1998 | RPO   | 19 липня 1998  | Ґрунт     | Паскаль Шауль    | W   | 6–3, 6–1                                |
| Група II зони Європа/Африка 1999 | R1    | 30 квітня 1999 | Ґрунт     | Жан-Коме Логло   | W   | 6–4, 5–7, 6–3, 4–6, 6–1                 |
| Група II зони Європа/Африка 1999 | ЧФ    | 18 липня 1999  | Ґрунт     | Гергей Кішдєрдь  | L   | 2–6, 7–6(7–4), 5–7                      |
| Група II зони Європа/Африка 2000 | R1    | 28 квітня 2000 | Ґрунт     | Солон Пеппас     | W   | 6–1, 6–3, 7–6(7–2)                      |
| Група II зони Європа/Африка 2000 | ЧФ    | 21 липня 2000  | Ґрунт     | Ліор Мор         | W   | 7–6(7–4), 4–6, 6–4, 6–4                 |
| Група II зони Європа/Африка 2000 | ЧФ    | 23 липня 2000  | Ґрунт     | Харел Леві       | L   | 7–6(7–5), 6–7(8–10), 6–7(3–7), 6–7(6–8) |
| Група II зони Європа/Африка 2003 | R1    | 4 квітня 2003  | Килим (I) | Орест Терещук    | L   | 6–7(2–7), 7–6(7–4), 6–3, 6–7(6–8), 4–6  |
| Група II зони Європа/Африка 2003 | R1    | 6 квітня 2003  | Килим (I) | Андрій Степанов  | W   | 7–6(7–3), 6–4, 7–6(7–3)                 |
| Група II зони Європа/Африка 2004 | R1    | 9 квітня 2004  | Килим (I) | Карім Маамун     | W   | 6–2, 6–3, 6–4                           |
| Група II зони Європа/Африка 2004 | ЧФ    | 16 липня 2004  | Ґрунт     | Філіппо Воландрі | L   | 4–6, 2–6, 4–6                           |
| Група II зони Європа/Африка 2005 | R1    | 4 березня 2005 | Килим (I) | Ладо Чихладзе    | L   | 6–7(5–7), 6–3, 6–7(3–7), 3–6            |
| Група II зони Європа/Африка 2005 | R1    | 6 березня 2005 | Килим (I) | Давід Квернадзе  | W   | 6–2, 6–7(7–9), 7–6(7–0)                 |
| Група II зони Європа/Африка 2006 | ЧФ    | 21 липня 2006  | Ґрунт     | Шебе Кіш         | L   | 3–6, 3–6, 3–6                           |
| Група II зони Європа/Африка 2007 | R1    | 6 квітня 2007  | Килим (I) | Ернестс Гулбіс   | L   | 3–6, 2–6, 3–6                           |
| Група II зони Європа/Африка 2007 | R1    | 8 квітня 2007  | Килим (I) | Річардс Емулінс  | W   | 6–2, 7–5                                |
| Група II зони Європа/Африка 2007 | RPO   | 6 квітня 2007  | Ґрунт     | Фотос Калліас    | L   | 6–7(2–7), 1–6, 2–6                      |

### Парний розряд (8–6)
| Розіграш                          | Раунд | Дата           | Партнер         | Покриття  | Суперники                                     | W/L | Результат                           |
| --------------------------------- | ----- | -------------- | --------------- | --------- | --------------------------------------------- | --- | ----------------------------------- |
| Група II зони Європа/Африка 1997I | RR    | 21 травня 1997 | Іво Братанов    | Ґрунт     | Gordon Asciak Марк Шембрі                     | W   | 7–6(10–8), 6–3                      |
| Група II зони Європа/Африка 1997I | RR    | 22 травня 1997 | Іво Братанов    | Ґрунт     | Raigo Saluste Ґерт Вілмс                      | W   | 6–2, 6–4                            |
| Група II зони Європа/Африка 1997I | RR    | 23 травня 1997 | Іво Братанов    | Ґрунт     | Аллан Купер Норберт Одуор                     | W   | 6–3, 6–2                            |
| Група II зони Європа/Африка 1997I | ПФ    | 24 травня 1997 | Іво Братанов    | Ґрунт     | Євген Плугарьов Максим Савицький              | W   | 6–1, 6–3                            |
| Група II зони Європа/Африка 1997I | Ф     | 25 травня 1997 | Іво Братанов    | Ґрунт     | Крістоф Боґґетті Себастьян Ґрафф              | W   | 6–7(6–8), 6–2, 6–1                  |
| Група II зони Європа/Африка 1999  | R1    | 1 травня 1999  | Милен Велев     | Ґрунт     | Жан-Коме Логло Коссі Логло                    | W   | 6–2, 6–4, 6–4                       |
| Група II зони Європа/Африка 1999  | ЧФ    | 17 липня 1999  | Милен Велев     | Ґрунт     | Золтан Берецький Аттіла Шавольт               | L   | 3–6, 6–2, 3–6, 6–3, 5–7             |
| Група II зони Європа/Африка 2000  | 1р    | 29 квітня 2000 | Орлін Станойчев | Ґрунт     | Константінос Ікономідіс Анастасіос Васіліадіс | L   | 6–3, 6–7(1–7), 4–6, 6–7(5–7)        |
| Група II зони Європа/Африка 2004  | R1    | 10 квітня 2004 | Тодор Енев      | Килим (I) | Амр Гонейм Карім Маамун                       | W   | 6–3, 7–5, 6–2                       |
| Група II зони Європа/Африка 2006  | R1    | 8 квітня 2006  | Ілія Кушев      | Ґрунт     | Маркос Багдатіс Фотос Калліас                 | W   | 4–6, 6–3, 2–6, 7–6(7–1), 6–0        |
| Група II зони Європа/Африка 2006  | ЧФ    | 22 липня 2006  | Йордан Канев    | Ґрунт     | Корнель Бардоцький Гергей Кішдєрдь            | L   | 6–4, 4–6, 4–6, 7–6(7–3), 9–11       |
| Група II зони Європа/Африка 2007  | R1    | 7 квітня 2007  | Ілія Кушев      | Килим (I) | Ернестс Гулбіс Денісс Павловс                 | L   | 5–7, 4–6, 2–6                       |
| Група II зони Європа/Африка 2009  | ЧФ    | 11 липня 2009  | Тодор Енев      | Ґрунт     | Ернестс Гулбіс Денісс Павловс                 | L   | 4–6, 4–6, 4–6                       |
| Група II зони Європа/Африка 2010  | ЧФ    | 10 липня 2010  | Григор Димитров | Ґрунт     | Лука Грегорць Грега Жемля                     | L   | 7–6(7–3), 6–7(2–7), 6–7(12–14), 3–6 |

- RPO = Плей-оф на вибування
- RR = Коловий турнір